# ANTENNA (Mrs. GREEN APPLEのアルバム)
『ANTENNA』（アンテナ）は、日本のロックバンド・Mrs. GREEN APPLEの5作目のアルバム。2023年7月5日にユニバーサルミュージック内のレーベル・EMI Recordsから発売された。

## 概要
活動再開後初のフルアルバムとなる本アルバムには、6月13日に先行配信された「Magic」、アニメーション映画『ONE PIECE FILM RED』劇中歌「私は最強」のセルフカバー、テレビ朝日系ドラマ『日曜の夜ぐらいは…』主題歌「ケセラセラ」、映画『ラーゲリより愛を込めて』主題歌「Soranji」に新曲9曲を加えた全13曲が収録されている。
リリース日の前日である7月4日0時より、アルバムの先行配信が開始された。

## リリース
2019年10月2日にリリースされた4thアルバム『Attitude』以来、約3年9ヶ月ぶりとなる5作目のスタジオ・アルバム。
本アルバムは、通常盤・初回限定盤・完全生産限定盤のほか、FC会員受注生産限定「JAM'S BOX」の全4形態でリリースされた。
「JAM'S BOX」には、オリジナルワイドTシャツ、写真フィルム風クリアステッカー、万年カレンダー、スライドミラーキーホルダー、スマホショルダーストラップのほか、大森元貴監修のフロントポケットミニショルダーバッグ、若井滉斗監修のシューレース&ソックスセット、藤澤涼架監修のチェンジングマグカップが同梱される。また、完全生産限定盤には、上記のオリジナルワイドTシャツとフィルム風クリアステッカーが付属する。
また、初回限定盤・完全生産限定盤・JAM'S BOXに付属するDVD・Blu-rayには、本アルバムの制作過程に密着した約150分に及ぶドキュメンタリー映像「Documentary -- Episode 3 "ANTENNA"」が収録される。

### リリースまでの背景
- 2023年3月30日、5thアルバム『ANTENNA』が、7月5日にリリースされることが発表された[19]。4月25日には、収録曲「ケセラセラ」が、7th配信シングルとしてリリースされた[20]。同日21時には、本楽曲のミュージックビデオが公式YouTubeチャンネルにプレミア公開された[21]。
- 5月13日・26日、本アルバムのコンセプトフォト「Concept Photo "hope"」「Concept Photo "void"」の2種類が公開された[22]。翌日5月27日には、アルバムジャケットが公開された[23]。
- 5月30日、収録曲「Magic」が、6月13日に先行配信されることが発表された[24]。6月8日・9日・10日には、ミュージックビデオのティーザーフォトが公開され[25]、6月11日・12日には、ティーザー映像が公式YouTubeチャンネルに公開された[26]。翌日13日には、本楽曲のミュージックビデオが公式YouTubeチャンネルにプレミア公開された[27]。
- 5月31日、本アルバムのスペシャルサイトが公開された[28]。6月12日には、アルバムのトラックリストが公開された[29]。
- 7月3日より、アルバムリリースを記念し、渋谷・MEDIA DEPARTMENT TOKYOにて、本アルバムのキービジュアルが「ANTENNA SPOT」として掲出された。また、スポット内に隠されたQRコードをスポットの半径500メートル圏内で読み込むと、スポットで記念撮影できる限定ARフォトフレーム（全4種）がランダムで出現し、フォトフレーム画面からUNIVERSAL MUSIC STOREの専用ページにアクセスすると、ANTENNA SPOT限定スマホサイズステッカー付き（限定特典）の本アルバムが購入できる[30]。
- 7月4日、リリースに先駆け、アルバムが先行配信された[31]。また同日、全国のCDショップが「ANTENNAショップ」「ANTENNAショップmini」として、本アルバムの応援キャンペーンをスタート[32]。開催されるキャンペーンは以下の通り。
  - ARポスターを読み込むと、メンバー直筆のコメントを閲覧することができる。
  - Mrs. GREEN APPLEのライブ写真パネルが展示される（「ANTENNAショップ」、一部「ANTENNAショップmini」にて）。
  - Mrs. GREEN APPLEの特大フォトスポットが設置される（「ANTENNAショップ」にて）。
  - Mrs. GREEN APPLEメッセージボードが設置され、Mrs. GREEN APPLEへのメッセージを自由に書くことができる（「ANTENNAショップ」にて）。
  - 「ANTENNAショップ」「ANTENNAショップmini」の店頭の様子が、各店舗からTwitterにてハッシュタグ「#MGA_ANTENNASHOP」を通じて発信される。

### リリース以降
- 7月5日、アルバムがリリースされた。また同日、アルバムの全曲ハイライト動画が公式YouTubeチャンネルに公開された[33]。
- 7月8日・9日、アルバムリリースを記念し、渋谷駅近辺にて特製うちわが配布された[34]。
- 7月11日、DVD・Blu-rayに収録されるドキュメンタリー映像「Documentary -- Episode 3 "ANTENNA"」のクイックティザー映像が公式YouTubeチャンネルに公開された[35]。
- 7月28日、収録曲「ANTENNA」が、フジテレビ系『ワールドカップバレー2023』日本代表応援ソングに決定した[36][37]。
- 9月14日・15日に公開されたティーザーののち[38][39]、9月16日、収録曲「ANTENNA」のミュージックビデオが公式YouTubeチャンネルに公開された[40]。
- 11月17日、収録曲「アンラブレス」リリックビデオが公式YouTubeチャンネルに公開された[41]。
- 2024年3月8日「第16回CDショップ大賞2024」において、本アルバムが大賞＜赤＞を受賞した[42]。

| 形態                             | 規格             | 規格品番   | 備考 |
| -------------------------------- | ---------------- | ---------- | --- |
| FC会員受注生産限定 「JAM'S BOX」 | CD+Blu-ray+GOODS | PRON-1061  | GOODS - オリジナルワイドTシャツ（フリーサイズ） - フィルム風クリアステッカー - 万年カレンダー - スライドミラーキーホルダー - スマホショルダーストラップ - フロントポケットミニショルダーバッグ（大森元貴監修） - シューレース（2ペア）&ソックスセット（若井滉斗監修） - チェンジングマグカップ（藤澤涼架監修） |
| 完全生産限定盤                   | CD+Blu-ray+GOODS | UPCH-29458 | GOODS - オリジナルワイドTシャツ（フリーサイズ） - フィルム風クリアステッカー |
| 初回限定盤                       | CD+DVD           | UPCH-29459 | - |
| 通常盤                           | CD               | UPCH-20655 | - |

また、本アルバムはチェーン別の購入特典も用意された。
| 対象店舗                       | 特典内容             |
| ------------------------------ | -------------------- |
| ユニバーサルミュージックストア | アクリルカラビナ     |
| amazon                         | エコバッグ           |
| HMV                            | 大判ポストカード     |
| セブンネット                   | コットントートバッグ |
| タワーレコード                 | B4クリアポスター     |
| TSUTAYA                        | B2ポスター           |
| 楽天ブックス                   | ドリンクホルダー     |
| 応援店                         | ポストカード         |

本アルバムを対象店舗で予約購入すると、シリアルナンバーが配布され、特典の抽選に応募することができる。
|       | 特典内容                                                       |
| ----- | -------------------------------------------------------------- |
| 第1弾 | 「Mrs. GREEN APPLE DOME LIVE 2023 "Atlantis"」チケット先行受付 |
| 第2弾 | 直筆サイン入りジャケット・カード                               |
| 第3弾 | メンバー全員・個別オンライン JAM'S ミーグリ                    |

また、全形態共通でシークレットコードが同封され、特典の抽選に応募することができる。
|       | 特典内容                                                                      |
| ----- | ----------------------------------------------------------------------------- |
| 第1弾 | サイン入りグッズ                                                              |
| 第2弾 | 「Mrs. GREEN APPLE 2023-2024 FC TOUR "The White Lounge"」チケット最速先行受付 |

## 収録内容
| 全作詞・作曲: 大森元貴。 |                  |           |            |                                      |                                                          |      |
| #                        | タイトル         | 作詞      | 作曲・編曲 | 編曲                                 | アレンジ                                                 | 時間 |
| 1.                       | 「ANTENNA」      | 大森元貴  | 大森元貴   | 大森元貴, 花井諒                     |                                                          | 4:30 |
| 2.                       | 「Magic」        | 大森元貴  | 大森元貴   | 久保田真悟（Jazzin' park）, 大森元貴 |                                                          | 4:23 |
| 3.                       | 「私は最強」     | 大森元貴  | 大森元貴   | Mrs. GREEN APPLE, 伊藤賢             | ストリングス&ホーン・アレンジ：伊藤賢                    | 4:17 |
| 4.                       | 「Blizzard」     | 大森元貴  | 大森元貴   | 大森元貴, 陶山隼                     |                                                          | 4:22 |
| 5.                       | 「ケセラセラ」   | 大森元貴  | 大森元貴   | 花井諒, 大森元貴                     | ストリングス・アレンジ：須原杏、ホーン・アレンジ：小西遼 | 4:32 |
| 6.                       | 「Soranji」      | 大森元貴  | 大森元貴   | 大森元貴, EFFY                       |                                                          | 5:43 |
| 7.                       | 「アンラブレス」 | 大森元貴  | 大森元貴   | 大森元貴, 山下洋介                   |                                                          | 2:47 |
| 8.                       | 「Loneliness」   | 大森元貴  | 大森元貴   | D&H（PURPLE NIGHT）, 大森元貴        |                                                          | 3:49 |
| 9.                       | 「norn」         | 大森元貴  | 大森元貴   | 大森元貴, 花井諒                     |                                                          | 3:48 |
| 10.                      | 「橙」           | 大森元貴  | 大森元貴   | 大森元貴, 花井諒                     |                                                          | 4:19 |
| 11.                      | 「Doodle」       | 大森元貴  | 大森元貴   | 大森元貴, 山下洋介                   |                                                          | 4:05 |
| 12.                      | 「BFF」          | 大森元貴  | 大森元貴   | 大森元貴, 山下洋介                   |                                                          | 4:33 |
| 13.                      | 「Feeling」      | 大森元貴  | 大森元貴   | 久保田真悟（Jazzin' park）, 大森元貴 | ピアノ・アレンジ：呉服隆一                               | 2:24 |
| 合計時間:                | 合計時間:        | 合計時間: | 合計時間:  | 53:32                                |                                                          |      |

| #  | タイトル                               | 作詞 | 作曲・編曲 | 監督       |
| -- | -------------------------------------- | ---- | ---------- | ---------- |
| 1. | 「Documentary -- Episode 3 "ANTENNA"」 |      |            | さのひかる |

## 楽曲解説
アルバムタイトルである「ANTENNA」という言葉は、バンド結成当時からメンバー間でよく口にしていた言葉であり「感受性」を意味する言葉として使われていたという。「アンテナを立てていこうぜ」は、メンバーやスタッフの中での共通言語で「気張っていこう」「集中しよう」という意味で使われていた。
アルバムタイトルに関して、ボーカル・大森は「このアルバムには自分が感じたことや、今の情勢についてなど、色々なものを1枚に収めたいと思ったんです。全てを肯定できるタイトルは何かと考えていた時に「ANTENNA」が思いつきました。僕が使っていたアンテナと感受性は意味が近く、感じるもの全てが1枚に収まるのなら、それをアンテナと呼ぶのが美しいんじゃないかと。「ANTENNA」という言葉が思いついた瞬間にアルバムの全体像が見えてきました」と語っている。
また、アルバムジャケットに関して、大森は「「アンテナ」は「感性」と意訳できると思っていて、明るいこと、悲しいことをいろんな色に置き換えて、全部は混ざり切らないが、一つの美しいものとして置きたいと思い、あのようなジャケットにしました」と述べている。
ANTENNA
フジテレビ系『ワールドカップバレー2023』日本代表応援ソング。
アルバムのタイトルチューン。
パワフルなギターが特徴的なパワーポップであり、冒頭のリフやサビなどでタッピングギターが取り入れられている。
Magic
コカ・コーラ「Coke STUDIO」キャンペーンソングであり、コカ・コーラ「Coke STUDIO Magic」篇CMソング。2023年6月13日、先行配信が開始された。

私は最強

Blizzard
4つ打ちのリズムで進むデスクトップミュージック。サビは全編ファルセットで歌われている。
ケセラセラ
テレビドラマ『日曜の夜ぐらいは…』（ABCテレビ・テレビ朝日系）主題歌。2023年4月25日、7th配信シングルとしてリリースされた。

Soranji

アンラブレス
2分47秒というコンパクトな楽曲。
サンプリングされた各楽器の音を組み合わせてサウンドを構築しており、ボーカルとギター・キーボードの掛け合いが多くある。
Loneliness
打ち込みが多用されている他、若井と大森のツインギターも特徴的な曲である。。
norn
アコースティックギターやマンドリンの他、スウェーデンの民族楽器・ニッケルハルパが使われ、ケルト音楽を感じさせるナンバー。
タイトル「norn」とは、北欧神話に登場する女神のことである。
歌詞は、全編スウェーデン語で書かれている。
2015年頃にはメロディなど、楽曲の一部は制作されていたという。
ギター・若井は、アルバムの中で思い入れが強い楽曲として本楽曲を挙げている。「（僕たちとしては馴染みのある楽曲で、）その馴染みのある楽曲を音源として届けられる嬉しさもあるし、今回は自分への挑戦でもありました。これまでアコースティックな楽曲は苦手としていて、表現しきれない部分があったと感じていました。でも今回は全編通してアコースティックギターを弾いていて、マンドリンという楽器にも挑戦しました。僕の中では、かなり印象に残ってる楽曲です」と語っている。
橙
大人になってから青春の日々を回想した時のことが歌われている。
Doodle
花王「メリット」CMソング。
キーボード・藤澤は、アルバムの中で思い入れが強い楽曲として本楽曲を挙げている。「ミセスの進化をより感じてもらえるのかなと。楽曲はポップでこれまでのミセスらしさもありながら、一歩踏み出す勇気をくれる深い歌詞が好きで。10年目になるミセスが歌うからこそ伝えられる想いもあるのかなと感じます」と語っている。
BFF
本アルバムで唯一、大森・若井・藤澤の3人のみで演奏されている曲。
Feeling
ボーカル・大森がアルバムにおける「裏リード曲」であると語る楽曲。「ANTENNA」という言葉が出てくるまでは、アルバムタイトルを「Feeling」とするつもりであったという。
大森がアルバムの中で思い入れが強い楽曲であり「この曲を作り始めた頃はまだアルバムタイトルが決まっていなくて「Feeling」がパッと出てきたことで全体が引き締まったような感じがしました。内容としては1曲目の「ANTENNA」とほぼ同じことを歌ってはいるんです。僕の中では「ANTENNA」＝「Feeling」という感覚が強くて。良いことも悪いことも全て自分のアンテナによって突き動かされているという内容なので、すごくビターな感じもあり大人っぽい楽曲です」と語っている。

## クレジット
- 大森元貴
  - Vocal
  - Chorus, Programming (#1 - 11, 13)
  - Gaya Chorus (#2)
  - Electric Guitar (#1 - 3, 5 - 8, 10, 11)
  - Acoustic Guitar (#5, 6, 9, 11, 12)
- 若井滉斗
  - Electric Guitar (#1 - 8, 10 - 13)
  - Gaya Chorus (#2)
  - Classical Guitar (#5)
  - Acoustic Guitar, Mandolin (#9)
- 藤澤涼架
  - Keyboards (#1, 5, 7, 9, 10, 12, 13)
  - Gaya Chorus (#2)
  - Acoustic Piano (#3, 5, 6, 11)
  - Strings & Horn Arrangement (#5)
- クラカズヒデユキ
  - Drums (#1, 3, 6, 7, 10, 11)
  - Triangle, Cabasa, Tambourine, Vibraslap, Wind Chime, Shaker (#3)
- 森夏彦
  - Electric Bass (#1, 3, 5 - 7, 10, 11, 13)
  - Wood Bass (#5, 9)
- 花井諒：Programming (#1, 5, 9, 10)
- 久保田真悟：Programming (#2, 13)
- Gregory Germain、清水美穂、吉見潮音、脇山 "コジロウ" 真幸、さのひかる、江口規夫、星野孝尚、茂木岳史、吉村圭史、小川茜、村上葉子、北村亮介：Gaya Chorus (#2)
- 伊藤賢：Programming, Strings & Horn Arrangement (#3)
- 小西遼：Additional Horn Arrangement, Alto Sax, Tenor Sax, Baritone Sax, Flute (#5)
- 須原杏
  - Violin 1 (#3, 5, 6, 9)
  - Addtional Strings Arrangement (#5)
- 佐藤帆乃佳：Violin 1 (#3, 5, 6)
- 名倉主：Violin 1 (#3)
- 白須今
  - Violin 1 (#3)
  - Violin 2 (#6)
- 大嶋世菜、山本大将、中島優紀、三輪紫乃：Violin 2 (#3)
- 三品芽生：Viola (#3, 5, 6)
- 世川すみれ：Viola (#3, 5, 6, 9)
- 伊藤修平：Cello (#3, 6)
- 村岡苑子：Cello (#3, 5)
- 吉澤達彦：Trumpet (#3)
- 半田信英：Trombone (#3)
- 近藤淳也：Alto Sax (#3)
- 陶山準：Programming (#4)
- 神田リョウ
  - Drums (#5, 9, 13)
  - Shaker, Tambourine, Grancassa, Suspended Cymbal (#9)
- 吉田篤貴
  - Violin 1 (#5, 6)
  - Violin 2 (#9)
- 沖増菜摘、亀井友莉、地行美穂：Violin 2 (#5)
- 関口将史：Cello (#5)
- 真砂陽地：Trumpet (#5)
- 笹栗良太：Trombone & Bass Trombone (#5)
- 濱池宗：Horn (#5)
- EFFY：Programming, Strings Arrangement (#6)
- 三國茉莉：Violin 1 (#6)
- 白澤美佳、Miz：Violin 2 (#6)
- 林田順平：Cello (#6)
- 高杉健人：Contrabass (#6)
- KOCHO、内田千陽、滝本真己、本郷詩織、松岡大海、河野陽介：Choir (#6)
- 山下洋介：Programming (#7, 11)
- D&H（PURPLE NIGHT）：Programming (#8)
- 内田麒麟：Cello (#9)
- ぱとり：Nyckelharpa (#9)

## タイアップ
| 起用年 | タイトル   | タイアップ先                                                    |
| ------ | ---------- | --------------------------------------------------------------- |
| 2022年 | Soranji    | 映画『ラーゲリより愛を込めて』主題歌                            |
| 2023年 | ケセラセラ | ABCテレビ・テレビ朝日系連続ドラマ『日曜の夜ぐらいは…』主題歌    |
| 2023年 | ケセラセラ | Spotify ブランドCMソング                                        |
| 2023年 | Magic      | 「コカ・コーラ」CMソング                                        |
| 2023年 | Doodle     | 花王「メリット」CMソング                                        |
| 2023年 | ANTENNA    | フジテレビ系『ワールドカップバレー2023』日本代表応援ソング      |
| 2024年 | ケセラセラ | 第一生命保険「つながりの数だけ強くなれる」篇CMソング            |
| 2024年 | Feeling    | カンロ「ピュレグミ」CMソング                                    |
| 2024年 | 橙         | 旭化成不動産レジデンス「旭化成の都市型マンションATLAS」CMソング |

## テレビ披露
| タイトル   | 番組名                                          | 放送局                     | 出演日                        | 備考 |
| ---------- | ----------------------------------------------- | -------------------------- | ----------------------------- | --- |
| ANTENNA    | 週刊ナイナイミュージック                        | フジテレビ系列             | 2023年10月18日                | |
| ANTENNA    | 2023 FNS歌謡祭 第2夜                            | フジテレビ系列             | 2023年12月13日                | |
| Soranji    | CDTVライブ! ライブ! 2時間スペシャル             | TBSテレビ系列              | 2022年11月7日                 | フルサイズでの歌唱。 |
| Soranji    | ミュージックステーション                        | テレビ朝日系列             | 2022年11月25日                | |
| Soranji    | CDTVライブ! ライブ! クリスマス4時間SP           | TBSテレビ系列              | 2022年12月19日                | 「Soranji」「ダンスホール」の全2曲を披露。「ダンスホール」は、フルサイズでの歌唱。 |
| Soranji    | CDTVライブ! ライブ! 2時間スペシャル             | TBSテレビ系列              | 2023年7月10日                 | フルサイズでの歌唱。 「ミセスフェス」が開催され「インフェルノ」「青と夏」を含む全8曲を披露。                                                                                                   |
| Soranji    | 2025 FNS歌謡祭 夏                               | フジテレビ系列             | 2025年7月2日                  | 21時台での披露。19時台に「breakfast」、21時台に「クスシキ」を披露。 |
| 私は最強   | 2022 FNS歌謡祭 第1夜                            | フジテレビ系列             | 2022年12月7日                 | 18時台、「2022 FNS歌謡祭 × ONE PIECE FILM RED」スペシャルステージでの披露。 また、22時台に「ダンスホール」を披露。                                                                             |
| 私は最強   | CDTVライブ! ライブ! 年越しスペシャル! 2022→2023 | TBSテレビ系列              | 2022年12月31日・ 2023年1月1日 | 「ダンスホール」「私は最強」の全2曲を披露。 |
| 私は最強   | バズリズム02                                    | 日本テレビ系列             | 2023年6月24日                 | 「私は最強」「Magic」の全2曲を披露。 |
| 私は最強   | CDTVライブ! ライブ! 2時間スペシャル             | TBSテレビ系列              | 2023年7月10日                 | フルサイズでの歌唱。 「ミセスフェス」が開催され「インフェルノ」「青と夏」を含む全8曲を披露。                                                                                                   |
| 私は最強   | CDTVライブ! ライブ! 年越しスペシャル! 2023→2024 | TBSテレビ系列              | 2023年12月31日・ 2024年1月1日 | 0時台の出演。フルサイズでの歌唱。 「私は最強」「StaRt」の全2曲を披露。 |
| ケセラセラ | CDTVライブ! ライブ! 2時間スペシャル             | TBSテレビ系列              | 2023年5月1日                  | フルサイズでの歌唱。 |
| ケセラセラ | ミュージックステーション 2時間スペシャル        | テレビ朝日系列             | 2023年5月5日                  | |
| ケセラセラ | Live 君の声が聴きたい                           | NHK総合                    | 2023年5月12日                 | 「ケセラセラ」「僕のこと」の全2曲を披露。「僕のこと」は、フルサイズでの歌唱。 |
| ケセラセラ | CDTVライブ! ライブ! 2時間スペシャル             | TBSテレビ系列              | 2023年7月10日                 | フルサイズでの歌唱。 「ミセスフェス」が開催され「インフェルノ」「青と夏」を含む全8曲を披露。                                                                                                   |
| ケセラセラ | ベストヒット歌謡祭2023                          | 日本テレビ系列             | 2023年11月16日                | 20時台の出演。 また、21時台に「Magic」を披露。 |
| ケセラセラ | NHK WORLD-JAPAN Music Festival                  | NHK総合                    | 2023年11月19日                | |
| ケセラセラ | ベストアーティスト2023                          | 日本テレビ系列             | 2023年12月2日                 | 「インフェルノ」「ケセラセラ」の全2曲を披露。 |
| ケセラセラ | 2023 FNS歌謡祭 第2夜                            | フジテレビ系列             | 2023年12月13日                | |
| ケセラセラ | CDTVライブ! ライブ! クリスマスSP                | TBSテレビ系列              | 2023年12月18日                | 「ケセラセラ」「Magic」の全2曲を披露。 |
| ケセラセラ | ミュージックステーション スーパーライブ2023     | テレビ朝日系列             | 2023年12月22日                | 「Magic」「ケセラセラ」の全2曲を披露。 |
| ケセラセラ | 第65回 輝く! 日本レコード大賞                   | TBSテレビ系列              | 2023年12月30日                | |
| Magic      | Venue101                                        | NHK総合                    | 2023年6月17日                 | |
| Magic      | CDTVライブ! ライブ! 2時間スペシャル             | TBSテレビ系列              | 2023年6月19日                 | フルサイズでの歌唱。 |
| Magic      | バズリズム02                                    | 日本テレビ系列             | 2023年6月24日                 | 「私は最強」「Magic」の全2曲を披露。 |
| Magic      | THE MUSIC DAY 2023                              | 日本テレビ系列             | 2023年7月1日                  | 「Magic」「ダンスホール」の全2曲を披露。 |
| Magic      | CDTVライブ! ライブ! 2時間スペシャル             | TBSテレビ系列              | 2023年7月10日                 | フルサイズでの歌唱。 「ミセスフェス」が開催され「インフェルノ」「青と夏」を含む全8曲を披露。                                                                                                   |
| Magic      | 音楽の日2023                                    | TBSテレビ系列              | 2023年7月15日                 | 19時台の出演。同じく19時台に、大合唱企画にて、200人以上と共に「僕のこと」を歌唱。 20時台、東京ディズニーリゾートスペシャルパフォーマンスにて、上白石萌音と「ホール・ニュー・ワールド」を歌唱。 |
| Magic      | ミュージックステーション                        | テレビ朝日系列             | 2023年7月21日                 | 藤澤が新型コロナウイルスに感染したため、大森と若井のみが出演。 |
| Magic      | ベストヒット歌謡祭2023                          | 日本テレビ系列             | 2023年11月16日                | 21時台の出演。 また、20時台に「ケセラセラ」を披露。 |
| Magic      | CDTVライブ! ライブ! クリスマスSP                | TBSテレビ系列              | 2023年12月18日                | 「ケセラセラ」「Magic」の全2曲を披露。 |
| Magic      | ミュージックステーション スーパーライブ2023     | テレビ朝日系列             | 2023年12月22日                | 「Magic」「ケセラセラ」の全2曲を披露。 |
| Magic      | NHK MUSIC EXPO 2023                             | NHK総合 NHK BSプレミアム4K | 2023年12月30日                | 「ダンスホール」「Magic」の全2曲を披露。 |
| Feeling    | CDTVライブ! ライブ! 2時間スペシャル             | TBSテレビ系列              | 2023年7月10日                 | フルサイズでの歌唱。 「ミセスフェス」が開催され「インフェルノ」「青と夏」を含む全8曲を披露。                                                                                                   |